# エロ/二十九、三十
「エロ／二十九、三十」（エロ/にじゅうく、さんじゅう）は、クリープハイプのメジャー5枚目のシングル。2014年7月23日にユニバーサルシグマから発売された。初回限定盤には特典DVDが付属。

## 概要
移籍後に発表した前作「寝癖」から2ヶ月半ぶりの、2014年度2作目のシングルで、キャリア初の両A面シングルである。初回限定盤（UMCK-9684）はCD＋DVD、通常盤(UMCK-5482)はCDのみで、それぞれ4曲目の収録曲が異なっている。
また、タワーレコードとTSUTAYAでは先着で、それぞれ内容の異なる『「エロ」本』という特典が用意された。

## 収録曲

### CD
（M-4をのぞき、作詞・作曲：尾崎世界観）
1. エロ [3:18]
  - この曲について尾崎は「今回は、たどり着きそうで着かない、回り道ばっかりしてみようっていうのがあって。歌詞のリズムにもすごい気を付けましたね。まず最初に、サビの“だってだってだってだって”が出てきたんですけど、じゃあ“それ”とか“あれ”とか、言い切らないで最後までいったらおもしろいんじゃないかって」と話している[3]。
2. 二十九、三十 [3:34]
  - 男性ビジネスマン向けフリーマガジン「R25」読者と30オトコに向けた応援ソングで、30オトコを応援するプロジェクトチーム"THINK 30"スタッフが、コラボレーションをオファーして制作された楽曲[4]。
  - このタイトルは原田宗典著の『十九、二十(じゅうく、はたち)』という小説のタイトルを意識して付けられている[3]。
3. 東京日和 [4:09]
  - インディーズ時代の自主制作音源『東京とライブ』に収録されていた曲を再録。
4. ベランダの外 [2:30]
(作詞・作曲、長谷川カオナシ)
  - 通常盤のみに収録。
5. なぎら [1:16]
  - 初回限定盤のみに収録。
  - このタイトルは、なぎら健壱が歌いそうだと、適当に仮タイトルで付けたもの[3]。

### 初回限定盤DVD
- 「くそキャンプ2014」(約1時間)
Twitter上でファンから企画を募集し、メンバーがそれを実行するというもので、キャンプや魚釣り、ゲリラ路上ライブなどが収録[5]。

## ミュージックビデオ
- 「エロ」、「二十九、三十」

監督 : 松居大悟
出演 : 落合モトキ、中村映里子
※「二十九、三十」は「エロ」の続編となっている。